# Alonso de Arellano
Alonso de Arellano est un explorateur espagnol du XVIe siècle.
Le 17 janvier 1565, il a découvert l'atoll de Pollap.